# Vildmose
 Ikke at forveksle med Store Vildmose  og Lille Vildmose.
Vildmose (dansk) eller Wildes Moor bei Schwabstedt (tysk) er et ca. 700 hektar stort moseområde beliggende vest for Trene-floden mellem Svavsted og Østerfjolde i det sydvestlige Sydslesvig. 631 ha er udpeget som naturfredet område. Området har karakter af højmose med omkringliggende åbne vad- og græsarealer og egekrat. Området med dets varierede og karakteristiske mosevegetation er et vigtigt levested for både planter og fugle. Der findes forskellige plantearter i mosen såsom klokkelyng, tranebær, tuekæruld, benbræk, mosepors, tørvemos og revling. Der er dokumenteret op til 80 forskellige fuglearter.
Vildmosen er ligesom andre højmoser i Nordeuropa opstået for cirka 8000 år siden. Den er mod syd, vest og nord omgivet af morænelandskab (Slesvigsk Gest), landskabet mod øst ud mod floden Trenen domineres af flade græsarealer. En del af Vildmosen blev afvandet i 1900-tallet, og i mindre omfang blev der gravet tørv. I forbindelse med tørvegravning og kultivering blev der i tidens løb oprettet flere stier og drænkanaler. I 1980erne begyndte renatureringen (naturgenopretning) af Vildmosen og i 1992 blev mosen fredet. Der er flere afmærkede vandrestier gennem Vildmosen.
Mosen hedder i folkemunde også Den hvide mose. Navnet hentyder til tørvens lyse farve, hvilket brændværdi er ikke så stor som den mørkes. Det medførte, at bønderne ofte måtte købe tørv fra kærmoserne længere nordpå.